# Переклади Біблії
Біблія була перекладена багатьма мовами з єврейської, арамейської та грецької. Повний текст Біблії перекладено більше, ніж на 450 мов, у той час як окремі частини перекладено на понад 2 000 мов. У Середньовіччі західне християнство орієнтувалося на латинську Вульгату, а православні церкви Сходу — на тексти Святого Письма грецькою та деякими мовами, що були поширені в місцевих церквах. Пізніше Біблію було перекладено багатьма іншими мовами. Історія перекладів Біблії українською мовою нараховує більше 450 років, а, наприклад, англійською — теж має багату та різноманітну історію, яка тривала понад тисячоліття.

## Оригінальний текст

### Єврейська Біблія
Танах був написаний давньоєврейською мовою, хоча до його складу входять книги (Даниїла та Єздри), написані арамейською. У 1 тисячолітті н. е. єврейські вчені, яких сьогодні називають масоретами, порівнювали тексти всіх відомих біблійних рукописів Старого Завіту для того, щоб створити єдиний, стандартизований текст. Внаслідок цього виникла низка надзвичайно схожих текстів С. З., які називають Масоретськими текстами. Саме масорети додавали в текст голосні звуки, адже оригінальні тексти містили слова, що складалися виключно з приголосних літер. Цей процес вимагав інтерпретації, адже деякі єврейські слова різняться лише своїми голосними — значення слова може змінюватися залежно від вибору голосної літери.
У стародавні часи існували чимало єврейських текстів, деякі з яких збереглися у самаритянському П'ятикнижжі та інших античних фрагментах, а також вони присутні у інших стародавніх перекладах різними мовами.
Віднайдення старих рукописів у Кумрані, частина з яких належать до Александрійського типу тексту, включаючи Ватиканський кодекс та Синайський кодекс, змусило вчених текстологів змінити їхнє ставлення до оригінального грецького тексту.

### Новий Заповіт
Новий Заповіт був написаний грецьким койне. Критичними виданнями називають спроби відтворити оригінальний текст Біблії. Карл Лахман основував свої критичні видання 1831 року на рукописах, які датуються IV ст. і раніше з ціллю довести, що загальноприйнятий текст має бути допрацьований відповідно до ранніх текстів.
Автографи, грецькі тексти, написані рукою самих авторів, не дійшли до нас. Вчені відтворили оригінальний грецький текст на основі тих версій, які збереглися. Три головні текстові традиції грецького Нового Заповіту називають Александрійським типом тексту (характеризується мінімалізмом), Візантійським типом тексту (характеризується максималізмом) та Західним типом тексту. Усі разом вони складають більшу частину давніх рукописів.
Більшість варіантів рукописів містять незначні відмінності у написанні слів, відмінний порядок слів у реченні, наявність чи відсутність означеного артиклю і т. д. Іноді тексти містять значні відмінності, а саме відсутність частини тексту, яка була випадково випущена (або навіть відредагована), або дописана з посилань на берегах (польових глос). На щастя, останні набагато легше ідентифікувати і скоригувати. Прикладами таких варіантів є кінець Євангелія від Марка, історія про Христа та грішницю, Вираз Івана та розширена версія тексту Дій святих апостолів на основі тексту Александрійського типу.

## Історія перекладу Біблії

### Стародавні переклади єврейської Біблії

#### Арамейські таргуми
Перші переклади єврейської Тори на арамейську здійснювали в останні століття до н.е., коли арамейська стала для євреїв lingua franca. Більшість з них розмовляли лише арамейською і не розуміли єврейську, таким чином Таргуми були створені для того, щоб прості люди могли розуміти Тору під час читань у стародавніх синагогах.

#### ГрецькаСептуагінта
У III ст. до н.е. Александрія перетворилася на центр елліністичного юдаїзму, а переклад на грецький койне був здійснений декількома етапами у період з ІІІ по II ст. до н. е. (відомо, що він був закінчений у 132 році до н. е.). У Талмуді йдеться про те, що чималих зусиль до цього доклав Птолемей II Філадельф (285–246 рр.), який, як вважається, найняв задля цього 70 чи 72 єврейських вчених, внаслідок чого переклад став відомий під назвою Септуагінта. Ця назва закріпилася за перекладом приблизно у 354–430 роках н. е., у часи Августина «Блаженного» Аврелія. Септуагінта (її загальноприйнята скорочена назва LXX означає "переклад 70-ти") була найпершим перекладом єврейської Біблії на грецьку, і пізніше стала загальноприйнятим текстом Старого Завіту у церкві та основою його канону. Латинська Вульгата, перекладена святим Єронімом, мала за основу єврейський текст тих книг з Біблії, які залишилися у єврейському каноні (що закріплено у масоретських текстах), грецький текст другоканонічних книг Старого Заповіту та грецький текст Нового Завіту. Крім цього, святому Ієроніму Стридонському були відомі старолатинські переклади Біблії.
Переповідаючи історію про Арістея, Августин у своїй книзі «Про місто Боже» (лат. De Civitate Dei contra paganos) додає таке зауваження: «…саме їх переклад зараз почали традиційно називати Септуагінтою…». Таким чином, Августин вказує на той факт, що назва грецького перекладу з'явилася зовсім незадовго до моменту написання його книги. Однак він не вказує на те, який з попередніх текстів був взятий за основу і широко використовувався грекомовними євреями, а пізніше і християнами.
Септуагінта дещо відрізняється від пізнішої Стандартизованої єврейської версії (масоретського тексту). Цей переклад на грецьку був тісно пов'язаний з легендою (яка вперше була викладена у листі Арістея), згідно з якою всі 70 (або, у деяких джерелах, 72) різних найнятих перекладачів здійснили ідентичні переклади, що, як вважається, доводить їх точність.
Хоча в листі до Арістея (який є основою легенди про появу грецького перекладу Біблії) розповідається про переклад лише єврейського Закону (Тори або П'ятикнижжя), пізніше під Септуагінтою стали розуміти збірку грецьких перекладів не лише перших п'яти, а й усіх інших біблійних книг.
Версії Суптуагінти містять декілька уривків та цілі книги на додачу до тих, які були включені до масоретського тексту ТаНаХа. Відкриття останніх часів демонструють, що у Септуагінті більшість додатків перекладені з єврейського тексту, який відрізнявся від масоретського. У той час як не зберігся жоден цілий рукопис єврейського тексту, на якому базується Септуагінта, багато вчених припускають, що ці рукописи представляли дещо іншу текстову традицію, ніж ту, що стала основою для масоретських текстів.

### Ранні переклади у періодпізньої Античності
У монументальному дослідженні Оригена під назвою «Гексапла» зіставляється шість варіантів Старого Заповіту, включаючи грецькі переклади Святого Акили та Сімаха Евіоніта. Його еклектичний критичний огляд Септуагінти мав великий вплив на текст Старого Заповіту.
Канонічна християнська Біблія була офіційно прийнятою єпископом Кирилом Єрусалимським у 350 році (хоча була до цього вже визнаною Церквою), її затвердив Лаодикійський собор363 року. Канонічна християнська Біблія в частині Нового Завіту спочатку не містила книги Об'явлення Івана, а пізніше її визнав Афанасій Великий у 367 році (книга Об'явлення була включена).
Латинський переклад Вульгати датується 382–420 рр. н.е. Переклади Біблії латинською, які існували до святого Ієроніма, відомі під загальною назвою Vetus Latina.
Християнські переклади Старого Завіту базуються на Септуагінті або на єврейських текстах (також можуть цитувати обидва варіанти). Переклади Біблії, перемежовані з сучасним текстуальним аналізом, починаються масоретськими текстами, але також беруть до уваги можливі варіанти з усіх наявних стародавніх версій. Прийнятий текст християнського Нового Завіту написаний на грецькому діалекті койне і майже усі переклади базуються на цьому оригінальному тексті.
Ієронім почав свою діяльність з перевірки ранніх перекладів латинською, а закінчив поверненням до оригінального грецького тексту, оминаючи усі інші переклади. Де було можливо, він повертався до оригінального єврейського тексту замість Септуагінти.
У V ст. святий Месроп Маштоц переклав Біблію вірменською.
Тим самим часом або ще ранішим датуються також переклади сирійською, коптською, ефіопською мовами. Існує декілька стародавніх перекладів, найважливішими з яких є переклад на сирійський діалект (включаючи книги Пешитта та Діатессарон), ефіопською мовою Геєз та латинською (Vetus Latina та Вульгата). Готський єпископ Ульфіла (лат. Ulfilas) переклав Біблію готською на території теперішньої Болгарії в середині IV ст.
З дещо пізнішого часу відомі переклади Біблії на грузинську.
У 331 році імператор Константин наказав Евсевію Кесарійському надати 50 Біблій церкві у Константинополі. Афанасій записав, що приблизно 340 писарів готували Біблії для сина Константина – Константа. Більше нічого не відомо, хоча ведеться багато дискусій з цього приводу. Наприклад, йдуть дискусії з приводу того, що це могло призвести до створення переліку канону і що Грецький Ватиканський кодекс (Gr. 1209), Синайський кодекс та Александрійський кодекс є прикладами цих Біблій. Взяті разом з Пешиттою вони складають найбільш ранні християнські Біблії.

### Середні віки
Коли стародавні писарі переписували ранні книги, вони писали замітки на берегах сторінок (польові глоси), щоб внести уточнення в текст — особливо якщо писар випадково пропускав слово або рядок — а також для того, щоб додати свої коментарі. Пізніше, коли інші писарі робили копії цих копій, іноді виникали сумніви, чи була замітка частиною тексту. З часом виникли різні версії зі своїми власними наборами пропусків та уточнень. Найстарший повний рукопис цілої Біблії є Codex Amiatinus — примірник латинської Вульгати (Англія, Абатство Монквірмут — Джарроу, VIII ст.).
У період Середньовіччя переклади, особливо Старого Заповіту, не віталися. Тим не менше, існують уривки перекладів Біблії староанглійською, найвідомішим з яких є загублений переклад Євангелія від Івана староанглійською, який був здійснений превелебним Бєдом, який, як вважається, підготував переклад незадовго до своєї смерті у 735 році. Варіант перекладу Євангелія від Матвія давньо-верхньонімецькою датується 748 роком. Над перекладом Біблії старо-церковнослов'янською почали працювати у 863 році Кирило та Мефодій.
У 900 році в часи Альфреда І Великого певна кількість уривків з Біблії національною англійською мовою циркулювали в народі. Серед них були тексти з 10 заповідями та П'ятикнижжя, які подавалися перед збірником законів, які він пропагував у той час. Приблизно у 990 році з'явився повний та незалежний переклад чотирьох Євангелій ідіоматичною староанглійською, на західно-саксонському діалекті; їх називають Уесекськими Євангеліями.
У 1199 році Папа Інокентій ІІІ заборонив несанкціоновані версії Біблії у відповідь на єресь Катарів та Вальденсів. Синоди Тулузи та Таррагони законодавчо заборонили володіння такими переказами у 1234 році. Це є свідченням того, що певні національні переклади були дозволеними, у той час як інші ретельно перевірялися.
Повна Біблія була перекладена старофранцузькою в кінці ХІІІ ст.. Деякі частини цього перекладу були включені до відомої Bible historiale; немає свідчень про те, що цей переклад був переслідуваний церквою.
Найвідоміший переклад Біблії середньоанглійською, відомий також як Біблія Вікліфа (WYC), основою для якого послугувала Вульгата, був заборонений Оксфордським синодом у 1408 році.
Перші переклади на старочеську мову відомі з XIV ст., а переклад Біблії гуситами з'явився у середині XV ст.
У 1478 році з'явився каталонський переклад на валенсійському діалекті.
Багато частин Біблії надрукував англійський першодрукар Вільям Кекстон у своїй «Золотій легенді» (одна з самих улюблених книг середньовіччя, в XIV—XVI століттях що була на другому місці за популярністю після Біблії) та в Speculum Vitae («Дзеркалі благословенного життя Ісуса Христа»).

### Реформація та період раннього модернізму
Перше видання Нового Заповіту грецькою мовою з'явилося у 1516 році у видавництві Фробена під редакцією Еразма Роттердамського, який відтворив грецький текст з кількох рукописів Візантійського типу. Він також доопрацював грецький переклад латинської Вульгати, а саме тих частин, яких не вистачало у грецьких рукописах. Пізніше він видав чотири редакції цього тексту. Еразм був римо-католиком, але його тяжіння до рукописів середньогрецькою, радше ніж до латинської Вульгати, призвело до того, що деякі церковні лідери ставилися до нього з недовірою.
У 1521 Мартін Лютер опинився під Імперською опалою та усамітнився у замку Вартбург. У цей період він переклав Новий заповіт з грецької німецькою. Переклад надрукували у 1522 році.
Перша повна Біблія нідерландською, частково перекладена з тих частин, які переклав Лютер, була надрукована у Антверпені (Бельгія) у 1526 Яковом ван Лізвельтом.
Відоме також друковане видання Нового Завіту Роберта Естьєна (з варіантами прочитань рукописів) у Парижі у 1550 році. Грецький текст цього видання та видання Еразма стали відомими під загальною назвою Textus Receptus (латин. «прийнятий текст»). Цю назва дали виданню Ельзевієрів (одне із визначних видавництв того часу) у 1633, яке на той час характеризувалося терміном nunc ab omnibus («зараз прийнята всіма»). Використання нумерованих розділів та віршів було введене лише у період Середньовіччя або навіть пізніше. Ця система була введена в англійському перекладі Стафанусом (Робертом Естьєном Паризьким).
Пізніші критичні видання мають в собі тогочасні наукові дослідження, а також відкриття фрагментів грецького папірусу недалеко від міста Александрія у Єгипті, які були віддалені в часі від деяких оригінальних текстів Нового Заповіту лише на декілька десятиліть. У наш час[коли?] у більшості критичних видань грецького Нового Заповіту, таких як as UBS4 and NA27, вважається, що Александрійський тип тексту є найближчим до оригінальних рукописів. Їх додатковий апарат містить також результати голосування науковців за шкалою від «точний» (А) до «сумнівний» (Е), на чому найкраще збережено грецький текст Нового Заповіту.
Критичні тексти, що ґрунтуються на Александрійських типах тексту, слугують довідником для всіх сучасних перекладів (та старіших текстів). Слідуючи за традицією, деякі перекладачі, однак, віддають перевагу Textus Receptus, а не грецькому тексту, або ж взагалі послуговуються Візантійським типом тексту, який є схожим, але є критичним виданням на основі більш ранніх рукописів текстів Візантійського типу. Йдуть суперечки щодо того, що Візантійські тексти містять дописи, але ці пізніші вставні фрагменти зберігають ортодоксальні трактування біблійних текстів — постійну християнську практику, — і в цьому сенсі дописи виявляють свій надмірний авторитет. Недовіра до текстової основи сучасних перекладів внесла свій вклад у розвиток Руху визнання (серед англійських версій) лише Біблії короля Якова.
Протестантські церкви періоду Реформації перекладали Textus Receptus з грецької, щоб ввести в обіг Біблії народною мовою, наприклад Біблія Лютера у Німеччині, польська Брестська Біблія та Біблія короля Якова у Англії. Переклад Нового Заповіту Вільямом Тінделом у 1526 рік, редагований у 1534, 1535 та 1536, переклад П'ятикнижжя (1530 та 1534 роки), а також книга Йони зустріли жорсткі санкції внаслідок припущення, що Тіндел змінив текст у спробі перекласти його.
Перший повний текст французької Біблії був зроблений Жаком Лефевром з Етапля та надрукований у 1530 році в Антверпені. Переклад Форшауера 1531 року та переклад Лютера у 1534 році (обидва з'являлися частинами у 1520-х роках) зіграли важливу роль в процесі Реформації.
Перші англійські переклади Книги Псалмів (1530), Приповістей Соломонових (1533), Екклесіаста (1533), Єремії (1534), та Плач Єремії (1534) були здійснені протестантом Джорджем Джоєм у Антверпені. У 1535 у цьому ж місті Майлс Ковердейл опублікував перше повне видання англійської Біблії.
У 1584 Старий та Новий заповіт були перекладені словенською протестантським письменником та теологом Юрієм Далматіном. Словенці, таким чином, стали 12-ою нацією у світі, яка мала повну Біблію своєю мовою. Самюель Богуслав Чилінський (1631–1668) переклав та опублікував перший переклад Біблії литовською. Місіонерська діяльність ордену єзуїтів призвела до появи великої кількості перекладів на різні мови Нового Світу.
Руська Біблія (або Біблія Франциска Скорини), видана Франциском Скориною в Празі в 1517—1519 роках, стала першим друкованим виданням на церковнослов'янскій мові в східно-слославянскому світі (православ'ї).
До кожної з книг Скорина добавляв власні передмови з різними відомостями по істории, географії, культурі та короткий виклад змісту. На полях давалось пояснення незрозумілих слів, а також посилання на паралельні місця (див. Канони Евсевія). Вперше в кирилічному книго друкарстві Скорина ввів титульний лист, фолиацію сторінок, проміжки між словами та отступи-абзаци, а також відмовився від скорочення слів. Розміри видань Скорини свідчать про те, що його Біблія призначалася для щоденного читання, а не для літургічних цілей. Якщо напрестольні Євангелія в той час робились «в лист», то книги Скорини були надруковані «в чверть», а то і в «вісімку» (тобто в 4 або 8 разів менше), що робило їх зручними в користуванні.
В першу західноруську Біблію видавник включив 51 ілюстрацію, біля 30 заставок и біля 1000 ініциалів (буквиць). Ступінь участі Скорини у створенні гравюр залишається невідомою. По переважаючому мнению, Скорина скоріше всього був рисовальщиком окремих гравюр, міг грати роль консультанта. Йому, безсумнівно, належать всі підписи до ілюстрацій, малюнки шрифта Біблії, який не міг бути зроблений без попередніх ескізів Скорини.

## Спроби здійснити сучасний переклад
Біблія продовжує бути книгою, яка найбільше перекладається по всьому світі. Подані далі дані є лише приблизними: у 2005 році щонайменше одна книга Біблії була перекладена 2400 з 6900 мов, наданих у переліку мов SIL International, з них 680 мов Африки, 590 мов в Азії, 420 мов Океанії, 420 мов у Латинській Америці та на Карибських островах, 210 мов по всій Європі та 75 мов у Північній Америці. Об'єднані біблійні спілки допомагають у 600 проектах, пов'язаних з процесом перекладу Біблії. Біблія є доступною цілком або частково 98% населення світу на тій мові, якою представник регіону володіє досконало.
Біблійне товариство заявило, що станом на 31 грудня 2007 року Біблія була доступною 438 мовами, 123 з яких було перекладено другоканонічний матеріал, а також Танах та Новий Заповіт. Одна книга з двох — Танах чи Новий Заповіт — були в наявності додатково 1158 мовами, а переклади окремих частин Біблії існують ще 848 мовами, що разом становить 2454 мови.
У 1999 перекладачі Біблії Вікліфа заявили про початок проєкту «Бачення 2025». Метою даного проєкту є початок перекладу Біблії рештою існуючих мов для громад, які її потребують. За сучасними даними, Біблія ще не була перекладена 2251 мовою, що обслуговує 193 млн людей.
У 2001 році Майк Коулс, професор теології, який мешкає у районі Стефні у Лондоні переклав Біблію лондонським просторіччям «кокні», а у 2008 архієпископ Кентерберійський дав дозвіл на створення Біблії у малюнках та у вигляді конструктора Lego.

## Відмінності у перекладах Біблії

### Динамічний та формальний переклад Біблії
Для перекладу Біблії використовується велика кількість лінгвістичних, філологічних та ідеологічних підходів. Вони класифікуються членами спільноти перекладачів Біблії наступним чином:
- динамічний еквівалентний переклад
- формальний еквівалентний переклад (близький до буквального)
- ідіоматичний, або парафразний переклад (використовувався Кенетом Тейлором)

Однак деякі сучасні лінгвісти, як, наприклад, біблієзнавець доктор Джоель Хофман (англ. Joel Manuel Hoffman), не погоджуються з цією класифікацією.
Внаслідок того, що єврейська та грецька — мови оригінальних біблійних рукописів мають великий набір ідіом або понять, які досить важко перекласти, у деяких випадках досі тривають дискусії, чи варто перекладати дослівно, чи давати відповідні фразеологічні еквіваленти цільовою мовою. Наприклад, англійський Католицький переклад, Нова американська Біблія, а також протестантські переклади християнської Біблії, як, наприклад, Біблії короля Якова, переклад Дарбі, Новий виправлений стандартний переклад, та Новий американський стандартний переклад вважаються дослівними перекладами, тоді як у Новому міжнародному перекладі та Новому живому перекладі спостерігаються спроби подавати еквівалентні фразеологізми. Жива Біблія та Послання є двома переказами Біблії, які мають на меті передати оригінальний зміст книги сучасною мовою.

### Доктринальні відмінності та перекладацька політика
Окрім лінгвістичних питань, на переклади Біблії впливають також питання теологічного характеру. Деякі переклади Біблії, які здійснювалися окремими церквами, або їх об'єднаннями, можуть бути питаннями для дискусії серед біблійного перекладацького комітету. Серед таких можна виокремити Переклад нового світу, який здійснили Свідки Єгови. Його вважають спірним, адже деякі ключові вірші в ньому подаються по новому. Особливо ті вірші, де йдеться про Божественну природу Ісуса Христа, тут передаються саме так, як про це сказано у ранніх рукописних працях.
У Перекладі нового світу новозаповітнє Kyrios — «Господь» перекладається як Йахве. Видавці наводять аргументи, що це підтверджується тим фактом, що старі копії грецької Септуагінти, які були знайдені у сувоях Мертвого моря, містять у грецьких текстах єврейський тетраграмматон יהוה (відповідний нашим ЙХВХ), а не грецьке Kyrios, яке ми знаходимо у пізніших рукописних версіях Септуагінти. Винятком є знахідка фрагмента книги Левитів у Печері 4, де ми знаходимо грецьке Iao.
Перекладачі Перекладу Нового світу переконані, що коли Ісус читав ранні сувої, то використовував ім'я свого батька, а не його титул (Лк. 4:18, Ів. 17:6, 26). Це обґрунтовується тим, що у середині ХХ століття вчені отримали доступ до дуже старих фрагментів рукописів Септуагінти, якими користувались за днів Ісуса Христа і в яких Боже ім'я передане Тетраграмою, написаною єврейським квадратним письмом (Papyrus Fouad Inv. No. 266). У виданні «Études de Papyrologie» (т. 9, Каїр, 1971; с. 81—150, 227, 228) було опубліковано усі 117 фрагментів цього рукопису, в яких Тетраграма зустрічається 52 рази. Упродовж століть після Христа Тетраграма зберігалася у копіях Септуагінти. Так Тетраграму містять такі папіруси, як Papyrus Oxyrhynchus 1007 (також згадується як LXXP.Oxy.VII.1007), що датується ІІІ ст. н. е.; Papyrus Vindobonensis Greek 39777, або P.Vindob.G.39777, який датується ІІІ або IV ст. н. е.; Ambrosiano O 39 sup., який датується ХІХ н. е. Приблизно у 2-й половині ІІ століття н. е. вийшов переклад Акили грецькою мовою, в якому також була Тетраграма, передана давньоєврейським письмом.